# Densole
Densole – wieś w Anglii, w hrabstwie Kent, w dystrykcie Folkestone and Hythe. Leży 47 km na wschód od miasta Maidstone i 99 km na południowy wschód od centrum Londynu.